# ويسلي (لاعب كرة قدم، مواليد 2005)
ويسلي جاسوفا ريبيرو تيكسيرا (بالبرتغالية: Wesley Gassova Ribeiro Teixeira؛ مواليد 5 مارس 2005) المعروف باسم ويسلي جاسوفا أو ويسلي فقط، هو لاعب كرة قدم برازيلي يلعب كمهاجم مع نادي النصر السعودي.

## مسيرته الكروية

### كورينثيانز
وُلِد ويسلي في ساو باولو، وانضم إلى فريق الشباب التابع لنادي كورينثيانز في عام 2016، لفريق تحت 11 عامًا. في 12 أبريل 2022، وقع أول عقد احترافي له مع النادي، بعد الموافقة على صفقة مدتها ثلاث سنوات.
شارك ويسلي لأول مرة مع الفريق الأول في 20 أبريل 2022، حيث دخل كبديل في الشوط الثاني لغوستافو سيلفا في مباراة انتهت بالتعادل 1–1 خارج الأرض ضد بورتوغيزا-آر جيه، في بطولة كأس البرازيل لهذا العام. ظهر لأول مرة في الدوري البرازيلي الدرجة الأولى في 7 يونيو، حيث حل بديلاً مرة أخرى لغوستافو في الخسارة خارج الأرض 1–0 أمام كويابا.
سجل ويسلي هدفه الاحترافي الأول في 1 أغسطس 2023، حيث سجل هدف الفوز 2–1 على أرضه على نيولز أولد بويز، في بطولة كوبا سود أمريكانا لهذا العام. في 28 أبريل التالي، سجل هدفين في فوز 3–0 على أرضه على فلومينينسي.

### النصر
في 30 أغسطس 2024، وقع ويسلي مع نادي النصر السعودي في صفقة مدتها أربع سنوات.

## حياته الشخصية
كان والد ويسلي فلاديمير لاعب كرة قدم أيضًا، حيث لعب لصالح فرق من الدرجة الأدنى في البرتغال وبلجيكا.

## الإحصائيات
آخر تحديث 30 أغسطس 2024.
| النادي     | الموسم   | الدوري           | الدوري | الدوري  | باوليستا | باوليستا | كأس البرازيل | كأس البرازيل | قاري   | قاري    | المجموع | المجموع |
| النادي     | الموسم   | الدرجة           | الظهور | الأهداف | الظهور   | الأهداف  | الظهور       | الأهداف      | الظهور | الأهداف | الظهور  | الأهداف |
| ---------- | -------- | ---------------- | ------ | ------- | -------- | -------- | ------------ | ------------ | ------ | ------- | ------- | ------- |
| كورينثيانز | 2022     | الدوري البرازيلي | 2      | 0       | —        | —        | 2            | 0            | 0      | 0       | 4       | 0       |
| كورينثيانز | 2023     | الدوري البرازيلي | 24     | 1       | 1        | 0        | 2            | 0            | 7      | 1       | 34      | 2       |
| كورينثيانز | 2024     | الدوري البرازيلي | 23     | 2       | 11       | 1        | 5            | 1            | 7      | 1       | 45      | 5       |
| الإجمالي   | الإجمالي | الإجمالي         | 49     | 3       | 12       | 1        | 9            | 1            | 14     | 2       | 83      | 7       |

1. ↑  المباريات في كوبا ليبرتادوريس وكوبا سود أمريكانا
2. ↑  المباريات في كوبا سود أمريكانا

## وصلات خارجية
- ويسلي (لاعب كرة قدم، مواليد 2005) على موقع قاعدة بيانات كرة القدم.إي يو (الإنجليزية)
- ويسلي (لاعب كرة قدم، مواليد 2005) على موقع Soccerway.com (الإنجليزية)